# Hipnosi
La hipnosi és un procés que implica una persona que hipnotitza (hipnotitzador) i un subjecte que accepta ser hipnotitzat. La hipnosi s'utilitza per a canviar l'estat d'ànim de l'hipnotitzat, fer-lo obedient a les ordres de l'hipnotitzador, etc. Aquest procés també s'utilitza en camps de la ciència per a tractar, entre d'altres, migranyes, controlar el dolor, deixar el tabac, superar fòbies i perdre pes. L'estat d'hipnosi es caracteritza per:
- Concentració intensa
- Relaxació extrema
- Alta suggestibilitat

La visió comuna de la hipnosi, la considera un estat de consciència alterada. S'ha al·legat que és útil per tal d'induir conductes com deixar de fumar, per fer aflorar records inconscients i disminuir la sensibilitat al dolor.
Tanmateix, avui en dia, es considera un fenomen sense rellevància científica, ni com a estat especial de consciència ni com a mètode terapèutic. El mateix Sigmund Freud l'abandonà.
El major predictor de l'efectivitat de la hipnosi és el fet de creure-hi. En altres paraules, el que diem hipnosi és una conducta social apresa en què dues persones reforcen mútuament els seus rols. En aquest sentit, pot tenir efectes fisiopsicològics, que són únicament atribuïbles a aquesta relació.
Amb el pas dels anys, la gent ha definit la hipnosi d'una altra manera:
Michael Yapko defineix la hipnosi com un procés de comunicació hipnòtic en el qual l'operador treu i guia les associacions internes del pacient de manera que estableix o reforça associacions terapèutiques en el context d'una relació.
Dave Elman la defineix com un estat mental en el qual la crítica de la ment humana és puntejada i s'estableix un pensament selectiu, en plantejar aquesta facultat mental de tal manera que no es pugui distingir entre aquests conceptes.
La hipnosi és un estat alterat de la consciència en què les idees són acceptades sota la suggestió en lloc de l'avaluació psicològica.

## Tipus d'hipnosi
Segons la seva finalitat, es poden distingir diferents tipus d'hipnosi:
- Hipnosi analítica: durant aquesta pràctica, el pacient experimenta emocions, pensaments i records sota els efectes de la hipnosi. Aquest tipus d'hipnosi s'utilitza per a tractar fòbies, trastorns de personalitat...
- Hipnosi de retorn a les vides passades: aquesta pràctica de la hipnosi és molt dubtosa. Aquesta pràctica serveix per a fer recordar a l'hipnotitzat records de la seva vida anterior i passada. Generalment, les persones que han sofert aquest tractament resulten ser persones la vida passada de les quals va ser molt interessant.
- Posthipnosi: és la pràctica més comuna de la hipnosi. Aquesta pràctica pot ser útil per a tractar problemes d'autoestima, per a perdre pes, deixar les addiccions...
- Autohipnosi: s'utilitza per a dur a terme la posthipnosi sense l'ajuda d'un hipnotitzador. L'hipnotitzador és substituït per un estímul extern.
- Hipnosi contra el dolor: aquest tipus d'hipnosi es fa servir per a alleugerir el dolor. En alguns casos, s'ha usat aquesta pràctica com una alternativa de l'anestèsia.
- Hipnosi teatral: aquesta hipnosi es practica amb la finalitat d'entretenir els espectadors.
- Hipnosi pel canvi d'aspecte: aquest tipus d'hipnosi permet, per exemple, augmentar la mida dels pits femenins. Hem de reconèixer que és una hipnosi un poc estranya i poc creïble.

## Etapes de la hipnosi
1. Inducció: aquesta etapa es refereix al procés en el qual el subjecte passa des d'un estat d'alerta normal a la situació de somni. Es descriuen els símptomes que sentirà la persona quan es trobi en el tràngol hipnòtic. L'hipnotitzat se sentirà relaxat i caurà en una son hipnòtica profunda. Hi ha nombroses i variades maneres d'aconseguir-ho, moltes d'aquestes inclouen pràctiques misterioses i místiques. Els rellotges oscil·lants, les llums estroboscòpiques, les boles de vidre, els metrònoms, els quadres escènics, les passades màgiques... poden ser-hi eines molt útils, especialment si el subjecte pensa que d'aquesta manera s'ha d'entrar en trànsit.
2. Trànsit: l'individu ja està hipnotitzat, al principi és difícil de suggestionar, però, passat un temps, és més fàcil.
3. Despertar: l'individu es desperta, no se'n recorda de res.

## Història
En l'època dels egipcis, tècniques semblants a la hipnosi eren utilitzades en els temples del Son com a eines mèdiques amb fins curatius. De fet, al temple d'Imhotep, hi ha jeroglífics que mostren persones fent pràctiques similars a la hipnosi. La hipnosi, tal com avui la coneixem, va començar fa dos segles a França. La paraula "hipnosi" (d'una paraula grega, "Hypnos", que significa 'somni') va ser definida per James Braid el 1843.
Franz Anton Mesmer (1734-1815), però, va denominar la hipnosi com "magnetisme animal", deia que tot ésser viu transmet un tipus d'energia similar al magnetisme físic i que es pot transmetre d'uns éssers a uns altres, i arribar a tenir una aplicació terapèutica.
Al llarg de la història de l'evolució i perfeccionament de la hipnosi, per finalment convertir-se en l'actual hipnosi clínica, hi va haver un nombre gairebé infinit de tècniques que es van intentar o van assajar en el seu moment, des de la relaxació progressiva (Jacobson), fins a la fixació d'ulls o la levitació del braç, totes aquestes ja obsoletes en funció de les noves tècniques d'intervenció clínica.

## La hipnosi en l'actualitat
Des del 1996, diversos centres mèdics de Maryland (EUA) apliquen la hipnosi com a complement de les teràpies que combaten el dolor. Així mateix, anàlisis recents han demostrat la seva utilitat en el camp quirúrgic. Alguns estudis assenyalen que l'eficàcia de la hipnosi supera la de les píndoles placebo.
Un dels àmbits en què ha mostrat major utilitat és el del dolor. Precisament, el Sistema Nacional de Salut del Regne Unit (NHS, les seves sigles en anglès) va dur a terme un dels estudis més amplis sobre hipnosi clínica. L'objectiu va ser avaluar si aquesta tècnica ajudaria 800 mares primerenques a donar a llum amb menys molèsties i reduint la quantitat d'analgèsia que necessiten, cosa que contribuiria a alleugerir el cost per a les arques públiques.
A l'estat espanyol, l'ús de la hipnosi clínica ha augmentat al voltant del 300% durant els últims vuit anys.
Hi ha mil maneres de fer que el pacient senti menys dolor. Antoni Castel, psicòleg de la Unitat del Dolor de l'Hospital Universitari de Tarragona Joan XXIII, cita un altre exemple: "Podem utilitzar la idea d'un líquid que va entrant en el seu cos i calmant-ne el malestar". I per comprovar que realment s'hi produeix un alleujament, abans i després d'aquest exercici es mesura la intensitat del dolor.
La hipnosi, actualment, s'ensenya a les universitats dels principals països d'Occident (EUA, Canadà, Austràlia, Alemanya, Holanda, Gran Bretanya, estat espanyol, etc.), tant en facultats de Psicologia com de Medicina i Odontologia.

## Relació entre la ciència i la hipnosi
Encara que la ciència s'ha interessat des de fa molt temps per l'hipnotisme, la seva utilització ha estat bàsicament dintre el món de l'espectacle i del mentalisme o de teràpies alternatives. Això ha fet que la major part de la bibliografia produïda al seu voltant no tingui la consideració d'una disciplina científica, sinó de les pseudociències.

### Hipnotisme i tabac
El principal ús “terapèutic” de la hipnosi en el món és ajudar a deixar de fumar. La hipnosi ha ajudat a deixar de fumar milers de persones en el món des de fa més de quaranta anys. La riquesa de la hipnosi com a tècnica per a deixar de fumar és múltiple:
- Per una part, per què minva el desig de fumar, ja que mantens la concentració dirigida a altres estímuls.
- Modifica la percepció del tabac, fent que es vegi allò que realment s'estava fumant.
- Finalment, també pot eliminar completament l'ansietat i permetre superar la síndrome de l'abstinència sense dificultat ni sofriment.

A l'hora de plantejar-se utilitzar la hipnosi com a adjunt a un tractament, es pot trobar l'inconvenient que el pacient la rebutgi per les seves creences errònies sobre aquesta.
Si una vegada explicats els mites, el pacient continua tenint temors i creient en l'halo «màgic i poderós» de la hipnosi, és millor fer servir una altra tècnica que no porti aquest rètol, encara que també utilitzi suggestions. Cal tenir en compte que tot el que s'aconsegueix amb la hipnosi s'aconsegueix també sense.
Per altra banda, a causa de la complexitat i les possibilitats que ofereix aquesta tècnica, és convenient que el terapeuta tingui experiència en la seva aplicació.

### Hipnosi i fòbies
La hipnosi és, amb diferència, la tècnica menys invasiva en el tractament de fòbies de tota classe. Les teràpies més modernes d'intervenció en fòbies, normalment, no requereixen més d'un parell de sessions o tres per deixar enrere qualsevol por per arrelada que estigui.

## Estudis sobre la hipnosi
Diferents estudis demostren l'efectivitat de la hipnosi a l'hora de reduir l'ansietat, abandonar hàbits, millorar símptomes...
Un estudi realitzat en diferents dones que s'havien de sotmetre a una biòpsia mamària va descobrir que les que utilitzaven l'autohipnosi experimentaven un alleugeriment d'ansietat i dolor durant aquest procediment mèdic. Aquest estudi va ser realitzat en 236 dones per l'Institut del Beth Israel Medical Center de Boston.
Un estudi dut a terme al San Francisco Veterans Affairs Medical Center va demostrar que un 20% de les persones havia abandonat l'hàbit de fumar passat un any. Un 14% ho havia fet amb l'ús d'un pegat de nicotina. Aquest estudi realitzat en 286 fumadors també va revelar que un nombre més gran de fumadors hipnotitzats havia abandonat aquest hàbit entre els 6 i 12 mesos.
Per tractar la dispèpsia, un trastorn digestiu que provoca mal d'abdomen, la hipnosi pot millorar-ne els símptomes d'alguns pacients. Un estudi recent va delatar que la hipnosi hi havia estat el millor tractament mèdic i teràpia de suport en la millora dels símptomes.
Hipnosi de retorn a les vides passades: aquesta hipnosi no té el suport d'estudis científics que l'acreditin. L'explicació que han aprovat els científics d'aquesta hipnosi és que la persona es troba en un estat en el qual tot el que diu l'hipnotitzador li sembla real perquè utilitza més el seu inconscient.

## Desmentint mites
La hipnosi no pertany al camp de la psicologia científica. Els que la practiquen solen ser xarlatans o artistes de l'espectacle. Les persones que milloren amb aquesta, milloren per l'efecte placebo.
La hipnosi és objecte d'estudi científic i experimental, té revistes especialitzades de reconegut prestigi (com per exemple, The International Journal of Clinical and Experimental Hypnosis o Contemporary Hypnosis), i forma part del currículum de les universitats dels països més avançats del món. Això no evita que xarlatans i desconeixedors d'aquesta realitat parlin i practiquin la hipnosi des d'una òptica més lucrativa que "sanadora". Per això, l'única defensa del "consumidor", és demanar la capacitació de l'hipnotitzador i l'evidència empírica de les seves afirmacions.
Perds el coneixement quan estàs hipnotitzat?
La majoria de la gent recorda tot el que passa durant la hipnosi. T'enrecordes de qui ets i de què ha passat en la sessió.
Estàs sota el control del teu hipnoterapeuta quan estàs hipnotitzat?
El teu hipnoterapeuta és el guia de la hipnosi, però la hipnosi és una cosa que no funciona contra la teva voluntat.
La hipnosi no és més que un son profund
La hipnosi no és dormir. Hi ha algunes formes més profundes d'hipnosi que et poden fer semblar que estàs adormit perquè el teu cos està molt quiet i tranquil, però no estàs adormi

## Qui pot ser hipnotitzat?
La majoria de professionals coincideixen en el fet que tothom és hipnotitzable, amb més facilitat o més dificultat.
Només un 15% de la societat no pot ser hipnotitzada; principalment, són persones amb dificultat de cooperar, com ara persones amb discapacitat mental, nins petits... De la resta de la societat, un terç és fàcil d'hipnotitzar, un altre terç són mitjanament hipnotitzables i la resta són difícils d'hipnotitzar. La facilitat de ser hipnotitzat depèn de la motivació que tengui el client, la capacitat d'imaginació, de suggestió i de concentració. O això era el que es pensava.
Un estudi de la facultat de medicina de Stanford va descobrir que els cervells de les persones que són difícils d'hipnotitzar són diferents als de les persones que presenten facilitat per a ser hipnotitzades.
L'estudi va ser realitzat en 12 persones fàcilment hipnotitzables i 12 que no. Consistia a examinar l'activitat cerebral. Es va examinar l'activitat cerebral de la xarxa neuronal per defecte, la que s'utilitza quan s'està en repòs; la de la xarxa del control executiu, la que s'empra per a prendre decisions; i la de la xarxa de prominència, que s'utilitza per a elegir si una cosa és més important que una altra.
Els escàners cerebrals va mostrar que els dos grups de persones tenien activitat neuronal a la xarxa per defecte. Però només el grup que presentava facilitat per ser hipnotitzat tenien una major activació conjunta entre les parts de la xarxa del control executiu i la xarxa de prominència.
Les persones esquizofrèniques i les que pateixen d'histèria no es poden sotmetre a ser hipnotitzades, ja que poden malinterpretar les suggestions de l'hipnotitzador.

## Es segura la hipnosi? hi han riscos o efectes secundaris?
La hipnosi és totalment segura, el que passa quan t’hipnotitzen és que estàs en un estat de trànsit, és una cosa que ens passa en el nostre dia a dia, com per exemple, quan llegim un llibre o miram la televisió, per la qual cosa no estàs en perill i tampoc tendràs efectes secundaris.

## Eficàcia i aplicació de la hipnosi clínica
Les tècniques terapèutiques poden utilitzar-se en diversos contextos i circumstàncies per a millorar la vida dels pacients, i la hipnosi, com a tal, no n'és una excepció.
En les revisions metanalítiques, la hipnosi s'ha mostrat consistentment com una tècnica beneficiosa per a pacients amb una àmplia varietat de problemes físics i psicològics. Sembla, però, que també les concepcions errònies sobre la hipnosi són comunes i, potser, com a resultat d'això, la tècnica es pot estar fent servir menys en detriment dels pacients.
És freqüent que els pacients tinguin pors i concepcions errònies sobre la hipnosi, basats en el que han llegit o vist a la televisió, al cinema o en els espectacles duts a terme amb propòsits d'entreteniment. En els mitjans populars, es dona una imatge errònia de la hipnosi com un recurs per controlar la ment, com un mitjà de recuperar records perduts i, fins i tot, com un inductor de la conducta criminal.
Per tant, des de les perspectives clínica i ètica, abans de la primera sessió amb hipnosi, és crucial dur a terme el següent: educar el pacient sobre el qual és la hipnosi, desmitificar aquesta tècnica, dissipar els mites i parlar sobre aquelles pors potencials sobre la hipnosi.
El nord-americà Dr. Milton Erickson treballava amb els seus pacients utilitzant metàfores o formes determinades de parlar-los, per induir certes reaccions psicoemocionals que els curessin dels seus trastorns mentals, sense necessitat d'una hipnosi clàssica o que suposés la pèrdua de consciència del pacient. O per exemple, el doctor valencià Antonio Escudero, que anomena la seva tècnica noesiologia o anestèsia psicològica, amb la qual opera els seus pacients completament desperts i sense anestèsia química, i arriba fins i tot a conversar amb ells durant la intervenció quirúrgica.

## La hipnosi com a pseudociència
La hipnosi, algunes vegades, presenta característiques per a poder classificar-la com una pseudociència. És el cas, per exemple, de quan ens venen la hipnosi com a medicina alternativa; la hipnosi només és una teràpia d'ajuda a altres tècniques terapèutiques.
Posem per cas que detecten càncer en una persona i aquesta decideix recórrer a la hipnosi per poder curar-se. Per molt que l'hipnotitzador li digués que aquesta malaltia es cura, no es curaria. Però si aquesta persona decideix recórrer a la hipnosi per alleugerir el dolor que provoca la quimioteràpia, sí que li seria útil.
Un altre cas d'hipnosi com a pseudociència serien els anuncis que garanteixen efectes ràpids i eficaços sense cap base empírica.